# Élections législatives de 2012 dans les Pyrénées-Atlantiques
Les élections législatives françaises de 2012 se déroulent les 10 et 17 juin 2012. Dans le département des Pyrénées-Atlantiques, non concerné par le redécoupage électoral, six députés sont à élire dans le cadre de six circonscriptions.

## Élus
| Circonscription | Député sortant           | Parti | Parti  | Député élu ou réélu      | Parti | Parti |
| --------------- | ------------------------ | ----- | ------ | ------------------------ | ----- | ----- |
| 1re             | Martine Lignières-Cassou |       | PS     | Martine Lignières-Cassou |       | PS    |
| 2e              | François Bayrou          |       | MoDem  | Nathalie Chabanne        |       | PS    |
| 3e              | David Habib              |       | PS     | David Habib              |       | PS    |
| 4e              | Jean Lassalle            |       | MoDem  | Jean Lassalle            |       | MoDem |
| 5e              | Jean Grenet              |       | UMP-PR | Colette Capdevielle      |       | PS    |
| 6e              | Michèle Alliot-Marie     |       | UMP    | Sylviane Alaux           |       | PS    |

## Résultats

### Résultats à l'échelle du département
| Parti          | Parti                              | Premier tour | Premier tour | Second tour | Second tour | Sièges |  |
| Parti          | Parti                              | Voix         | %            | Voix        | %           | Sièges |  |
| -------------- | ---------------------------------- | ------------ | ------------ | ----------- | ----------- | ------ |  |
|                | Parti socialiste                   | 112 466      | 38,27        | 120 330     | 51,21       | 5      |  |
|                | Europe Écologie Les Verts          | 8 038        | 2,74         |             |             | 0      |  |
|                | Majorité présidentielle            | 120 504      | 41,01        | 120 330     | 51,21       | 5      |  |
|                |                                    |              |              |             |             |        |  |
|                | Union pour un mouvement populaire  | 57 104       | 19,43        | 53 939      | 22,96       | 0      |  |
|                | Parti radical                      | 15 932       | 5,42         | 20 864      | 8,88        | 0      |  |
|                | Divers droite dont DLR et PCD      | 2 336        | 0,79         |             |             | 0      |  |
|                | Droite parlementaire               | 75 372       | 25,65        | 74 803      | 31,84       | 0      |  |
|                |                                    |              |              |             |             |        |  |
|                | Mouvement démocrate                | 33 999       | 11,75        | 39 824      | 16,95       | 1      |  |
|                | Front national                     | 22 770       | 7,75         |             |             | 0      |  |
|                | Front de gauche                    | 17 378       | 5,91         | 0           |             |        |  |
|                | Régionaliste                       | 14 514       | 4,94         | 0           |             |        |  |
|                | Divers                             | 3 876        | 1,32         | 0           |             |        |  |
|                | Extrême gauche dont LO, NPA et POI | 2 803        | 0,95         | 0           |             |        |  |
|                | Divers écologiste dont AÉI et MÉI  | 2 625        | 0,89         | 0           |             |        |  |
|                |                                    |              |              |             |             |        |  |
| Inscrits       | Inscrits                           | 489 193      | 100,00       | 407 214     | 100,00      | 6      |  |
| Abstentions    | Abstentions                        | 190 182      | 38,88        | 161 557     | 39,67       |        |  |
| Votants        | Votants                            | 299 011      | 61,12        | 245 657     | 60,33       |        |  |
| Blancs et nuls | Blancs et nuls                     | 5 170        | 1,73         | 10 700      | 4,36        |        |  |
| Exprimés       | Exprimés                           | 293 841      | 98,27        | 234 957     | 95,64       |        |  |

### Résultats par circonscription

#### Première circonscription (Pau-Centre)
| Candidat       | Candidat                                 | Parti          | Premier tour | Premier tour | Second tour | Second tour |  |
| Candidat       | Candidat                                 | Parti          | Voix         | %            | Voix        | %           |  |
| -------------- | ---------------------------------------- | -------------- | ------------ | ------------ | ----------- | ----------- |  |
|                | Martine Lignières-Cassou sortante réélue | PS             | 14 700       | 37,61        | 20 861      | 57,64       |  |
|                | Nicolas Patriarche                       | UMP            | 9 096        | 23,27        | 15 331      | 42,36       |  |
|                | Philippe Boëll                           | RBM (FN)       | 4 005        | 10,25        |             |             |  |
|                | Olivier Dartigolles                      | FG (PCF)       | 3 451        | 8,83         |             |             |  |
|                | Philippe Arraou                          | CpF (MoDem)    | 2 976        | 7,61         |             |             |  |
|                | Danièle Iriart                           | EÉLV (MÉI)     | 1 962        | 5,02         |             |             |  |
|                | Thibault Chenevière                      | PRV            | 826          | 2,11         |             |             |  |
|                | Mehdi Jabrane                            | Divers         | 514          | 1,31         |             |             |  |
|                | Éric Schatz                              | NPA            | 345          | 0,88         |             |             |  |
|                | Margua Ruland                            | AÉI            | 328          | 0,84         |             |             |  |
|                | Julien Prat                              | Pirate         | 293          | 0,75         |             |             |  |
|                | Michèle Martin                           | LO             | 230          | 0,59         |             |             |  |
|                | David Vitini                             | UPF            | 184          | 0,47         |             |             |  |
|                | Jean Pichai                              | Divers droite  | 178          | 0,46         |             |             |  |
|                |                                          |                |              |              |             |             |  |
| Inscrits       | Inscrits                                 | Inscrits       | 68 853       | 100,00       | 68 848      | 100,00      |  |
| Abstentions    | Abstentions                              | Abstentions    | 28 831       | 41,87        | 30 365      | 44,1        |  |
| Votants        | Votants                                  | Votants        | 40 022       | 58,13        | 38 483      | 55,9        |  |
| Blancs et nuls | Blancs et nuls                           | Blancs et nuls | 934          | 2,33         | 2 291       | 5,95        |  |
| Exprimés       | Exprimés                                 | Exprimés       | 39 088       | 97,67        | 36 192      | 94,05       |  |

#### Deuxième circonscription (Pau-Est)
| Candidat       | Candidat                | Parti          | Premier tour | Premier tour | Second tour | Second tour |  |
| Candidat       | Candidat                | Parti          | Voix         | %            | Voix        | %           |  |
| -------------- | ----------------------- | -------------- | ------------ | ------------ | ----------- | ----------- |  |
|                | Nathalie Chabanne élue  | PS             | 16 761       | 34,90        | 20 090      | 42,78       |  |
|                | François Bayrou sortant | CpF (MoDem)    | 11 348       | 23,63        | 14 169      | 30,17       |  |
|                | Éric Saubatte           | UMP            | 10 432       | 21,72        | 12 700      | 27,04       |  |
|                | Jessica Bernadez        | RBM (FN)       | 4 477        | 9,32         |             |             |  |
|                | Daniel Labouret         | FG (PG) (PCF)  | 2 516        | 5,24         |             |             |  |
|                | Eurydice Bled           | EÉLV           | 1 317        | 2,74         |             |             |  |
|                | Guillaume Besse         | DLR            | 354          | 0,74         |             |             |  |
|                | Marc Vercoutere         | RIC            | 308          | 0,64         |             |             |  |
|                | Didier Perrin           | UPF            | 199          | 0,41         |             |             |  |
|                | Marianne Ligou          | NPA            | 181          | 0,38         |             |             |  |
|                | Frédéric Steinbauer     | LO             | 127          | 0,26         |             |             |  |
|                |                         |                |              |              |             |             |  |
| Inscrits       | Inscrits                | Inscrits       | 77 703       | 100,00       | 77 678      | 100,00      |  |
| Abstentions    | Abstentions             | Abstentions    | 28 907       | 37,2         | 29 527      | 38,01       |  |
| Votants        | Votants                 | Votants        | 48 796       | 62,8         | 48 151      | 61,99       |  |
| Blancs et nuls | Blancs et nuls          | Blancs et nuls | 776          | 1,59         | 1 192       | 2,48        |  |
| Exprimés       | Exprimés                | Exprimés       | 48 020       | 98,41        | 46 959      | 97,52       |  |

Le 28 janvier 2012, l'UMP annonce qu'il ne présentera pas de candidat face à François Bayrou. Mais à la suite de l'annonce de celui-ci qui se prononce en faveur de François Hollande lors du second tour de l'élection présidentielle, Jean-François Copé annonce qu'il aura un candidat UMP face à lui. Marisol Touraine, Pierre Moscovici et Ségolène Royal se prononcent pour que le PS ne présente pas de candidat dans la circonscription. Le PG s'oppose à tout aide du PS envers le patron du MoDem, indiquant qu'il maintiendra son candidat. Finalement Martine Aubry et la candidate Nathalie Chabanne confirment qu'il y aura bien un candidat PS. Après avoir vu un temps son nom circuler, Frédéric Nihous annonce qu'il ne sera pas le candidat UMP investi. C'est finalement un militant UMP de Pau, Éric Saubatte, qui est désigné par la commission nationale d'investiture.

#### Troisième circonscription (Orthez)
|                | David Habib sortant réélu | PS             | 28 419 | 56,31  |  |  |  |
|                | Béatrice Yrondi           | UMP            | 9 012  | 17,86  |  |  |  |
|                | Pascal Dussart            | RBM (FN)       | 4 957  | 9,82   |  |  |  |
|                | Claudine Bonhomme         | FG (PCF)       | 2 589  | 5,13   |  |  |  |
|                | Sophie Bonnabaud          | CpF (MoDem)    | 2 171  | 4,30   |  |  |  |
|                | David Grosclaude          | PO (EÉLV)      | 1 551  | 3,07   |  |  |  |
|                | Stéphane Cômes            | MÉI            | 524    | 1,04   |  |  |  |
|                | Jacques Naya              | CNIP           | 413    | 0,82   |  |  |  |
|                | Laurence Espinosa         | NPA            | 279    | 0,55   |  |  |  |
|                | Maria Loire               | AÉI            | 232    | 0,46   |  |  |  |
|                | Christian Marty           | LO             | 180    | 0,36   |  |  |  |
|                | Pascal Mercher            | POI            | 141    | 0,28   |  |  |  |
|                |                           |                |        |        |  |  |  |
| Inscrits       | Inscrits                  | Inscrits       | 81 929 | 100,00 |  |  |  |
| Abstentions    | Abstentions               | Abstentions    | 30 343 | 37,04  |  |  |  |
| Votants        | Votants                   | Votants        | 51 586 | 62,96  |  |  |  |
| Blancs et nuls | Blancs et nuls            | Blancs et nuls | 1 118  | 2,17   |  |  |  |
| Exprimés       | Exprimés                  | Exprimés       | 50 468 | 97,83  |  |  |  |

#### Quatrième circonscription (Oloron-Sainte-Marie)
| Candidat       | Candidat                    | Parti                    | Premier tour | Premier tour | Second tour | Second tour |  |
| Candidat       | Candidat                    | Parti                    | Voix         | %            | Voix        | %           |  |
| -------------- | --------------------------- | ------------------------ | ------------ | ------------ | ----------- | ----------- |  |
|                | François Maïtia             | PS                       | 16 418       | 31,99        | 24 664      | 49,02       |  |
|                | Jean Lassalle sortant réélu | CpF (MoDem)              | 13 488       | 26,28        | 25 655      | 50,98       |  |
|                | Marc Oxibar                 | UMP                      | 9 047        | 17,63        |             |             |  |
|                | Robert Bareille             | FG (PCF) (Divers gauche) | 3 921        | 7,64         |             |             |  |
|                | Anita Lopepe                | EHB                      | 3 492        | 6,80         |             |             |  |
|                | Catherine Boutelant-Jeser   | RBM (FN)                 | 2 285        | 4,45         |             |             |  |
|                | Alice Leiciagueçahar        | EÉLV (EA)                | 1 165        | 2,27         |             |             |  |
|                | Paco Arizmendi              | EAJ-PNB                  | 456          | 0,89         |             |             |  |
|                | Danielle Schaff             | UPF                      | 247          | 0,48         |             |             |  |
|                | Éric Petetin                | MOC                      | 278          | 0,54         |             |             |  |
|                | Thierry Buisson             | AÉI                      | 226          | 0,44         |             |             |  |
|                | Pedro Carrasquedo           | NPA                      | 193          | 0,38         |             |             |  |
|                | Berthe Ratsimba             | LO                       | 107          | 0,21         |             |             |  |
|                |                             |                          |              |              |             |             |  |
| Inscrits       | Inscrits                    | Inscrits                 | 80 345       | 100,00       | 80 336      | 100,00      |  |
| Abstentions    | Abstentions                 | Abstentions              | 28 149       | 35,04        | 27 177      | 33,83       |  |
| Votants        | Votants                     | Votants                  | 52 196       | 64,96        | 53 159      | 66,17       |  |
| Blancs et nuls | Blancs et nuls              | Blancs et nuls           | 873          | 1,67         | 2 840       | 5,34        |  |
| Exprimés       | Exprimés                    | Exprimés                 | 51 323       | 98,33        | 50 319      | 94,66       |  |

#### Cinquième circonscription (Bayonne)
| Candidat       | Candidat                 | Parti          | Premier tour | Premier tour | Second tour | Second tour |  |
| Candidat       | Candidat                 | Parti          | Voix         | %            | Voix        | %           |  |
| -------------- | ------------------------ | -------------- | ------------ | ------------ | ----------- | ----------- |  |
|                | Colette Capdevielle élue | PS             | 18 756       | 37,70        | 27 067      | 56,47       |  |
|                | Jean Grenet sortant      | PRV (UMP)      | 15 106       | 30,36        | 20 864      | 43,53       |  |
|                | Chantal Renou            | RBM (FN)       | 3 551        | 7,14         |             |             |  |
|                | Laurence Hardouin        | EHB            | 2 626        | 5,28         |             |             |  |
|                | Bernadette Lavigne       | FG (PCF) (PG)  | 2 797        | 5,62         |             |             |  |
|                | Jean-Baptiste Mortalena  | Divers droite  | 2 063        | 4,15         |             |             |  |
|                | Marie-Ange Thébaud       | EÉLV (EA)      | 1 801        | 3,62         |             |             |  |
|                | Jacques Veunac           | CpF (MoDem)    | 1 714        | 3,44         |             |             |  |
|                | Pascal Lesellier         | DLR            | 417          | 0,84         |             |             |  |
|                | Serge Nogues             | NPA            | 378          | 0,76         |             |             |  |
|                | Alexa Hilaire            | AÉI            | 373          | 0,75         |             |             |  |
|                | Danièle Hubert           | LO             | 172          | 0,35         |             |             |  |
|                | Bernard Stéphane         | Divers (EBR-T) | 1            | 0,00         |             |             |  |
|                |                          |                |              |              |             |             |  |
| Inscrits       | Inscrits                 | Inscrits       | 85 476       | 100,00       | 85 475      | 100,00      |  |
| Abstentions    | Abstentions              | Abstentions    | 35 049       | 41           | 35 611      | 41,66       |  |
| Votants        | Votants                  | Votants        | 50 427       | 59           | 49 864      | 58,34       |  |
| Blancs et nuls | Blancs et nuls           | Blancs et nuls | 672          | 1,33         | 1 933       | 3,88        |  |
| Exprimés       | Exprimés                 | Exprimés       | 49 755       | 98,67        | 47 931      | 96,12       |  |

#### Sixième circonscription (Biarritz)
| Candidat       | Candidat                      | Parti          | Premier tour | Premier tour | Second tour | Second tour |  |
| Candidat       | Candidat                      | Parti          | Voix         | %            | Voix        | %           |  |
| -------------- | ----------------------------- | -------------- | ------------ | ------------ | ----------- | ----------- |  |
|                | Michèle Alliot-Marie sortante | UMP            | 19 517       | 35,37        | 25 908      | 48,38       |  |
|                | Sylviane Alaux élue           | PS             | 17 412       | 31,55        | 27 648      | 51,62       |  |
|                | Peio Etcheverry-Ainchart      | EHB            | 5 400        | 9,78         |             |             |  |
|                | Frank Jalleau-Longueville     | RBM (FN)       | 3 495        | 6,33         |             |             |  |
|                | Marie Contraires              | CpF (MoDem)    | 2 124        | 3,85         |             |             |  |
|                | Yvette Debarbieux             | FG (PCF)       | 2 104        | 3,81         |             |             |  |
|                | Philippe Etcheverry           | EÉLV (EA)      | 1 793        | 3,25         |             |             |  |
|                | Jean Tellechea                | EAJ-PNB        | 989          | 1,79         |             |             |  |
|                | Michel Lamarque               | Divers         | 980          | 1,78         |             |             |  |
|                | Jean-François Zunzarren       | Divers droite  | 522          | 0,95         |             |             |  |
|                | Christophe Leprêtre           | AÉI            | 356          | 0,65         |             |             |  |
|                | Sylvie Laplace                | NPA            | 297          | 0,54         |             |             |  |
|                | Michèle Noulibos              | LO             | 173          | 0,31         |             |             |  |
|                | Sophie Hautenauve             | Pirate         | 25           | 0,05         |             |             |  |
|                |                               |                |              |              |             |             |  |
| Inscrits       | Inscrits                      | Inscrits       | 94 887       | 100,00       | 94 877      | 100,00      |  |
| Abstentions    | Abstentions                   | Abstentions    | 38 903       | 41           | 38 877      | 40,98       |  |
| Votants        | Votants                       | Votants        | 55 984       | 59           | 56 000      | 59,02       |  |
| Blancs et nuls | Blancs et nuls                | Blancs et nuls | 797          | 1,42         | 2 444       | 4,36        |  |
| Exprimés       | Exprimés                      | Exprimés       | 55 187       | 98,58        | 53 556      | 95,64       |  |

## Résultats de l'élection présidentielle dans les circonscriptions
| Circonscriptions | Deuxième tour     | Deuxième tour   | Premier tour                                                                                 | Député(e) sortant(e)     |
| Circonscriptions | François Hollande | Nicolas Sarkozy | Premier tour                                                                                 |                          |
| ---------------- | ----------------- | --------------- | -------------------------------------------------------------------------------------------- | ------------------------ |
| 1re              | 57,95 %           | 42,05 %         | Hollande 31,66 % \| Sarkozy 22,89 % \| Bayrou 15,43 % \| Le Pen 12,35 % \| Mélenchon 11,89 % | Martine Lignières-Cassou |
| 2e               | 56,89 %           | 43,11 %         | Hollande 29,82 % \| Sarkozy 21,49 % \| Bayrou 19,86 % \| Le Pen 13,14 % \| Mélenchon 10,56 % | François Bayrou          |
| 3e               | 60,74 %           | 39,26 %         | Hollande 32,48 % \| Sarkozy 19,78 % \| Bayrou 15,73 % \| Le Pen 13,65 % \| Mélenchon 12,22 % | David Habib              |
| 4e               | 59,69 %           | 40,31 %         | Hollande 29,47 % \| Sarkozy 21,13 % \| Bayrou 17,81 % \| Mélenchon 12,68 % \| Le Pen 11,11 % | Jean Lassalle            |
| 5e               | 56,76 %           | 43,24 %         | Hollande 30,23 % \| Sarkozy 25,55 % \| Bayrou 12,73 % \| Mélenchon 12,58 % \| Le Pen 11,69 % | Jean Grenet              |
| 6e               | 51,59 %           | 48,41 %         | Sarkozy 30,06 % \| Hollande 26,54 % \| Bayrou 12,95 % \| Mélenchon 11,29 % \| Le Pen 11,09 % | Michèle Alliot-Marie     |

À l'issue du second tour de l'élection présidentielle, François Hollande s'est hissé en tête dans l'ensemble des six circonscriptions des Pyrénées-Atlantiques.